# Hemiancistrus macrops
Hemiancistrus macrops är en fiskart som först beskrevs av Lütken, 1874.  Hemiancistrus macrops ingår i släktet Hemiancistrus och familjen Loricariidae. Inga underarter finns listade i Catalogue of Life.